# Acacia pentagona
Acacia pentagona é uma espécie de leguminosa do gênero Acacia, pertencente à família Fabaceae.